# Pasilobus mammosus
Pasilobus mammosus är en spindelart som först beskrevs av Pocock 1899.  Pasilobus mammosus ingår i släktet Pasilobus och familjen hjulspindlar. Inga underarter finns listade i Catalogue of Life.